# 谢兰 (美国政治人物)
谢兰（英語：Cecilia Xie Birge，1968年—），美籍华裔政治人物，原新泽西州蒙哥马利市市长。
谢兰出生于北京，父亲谢荣为麻醉学家，母亲周如枚为著名物理学家周培源之女。她曾就读于北京师范大学外国语言文学系，1990年赴美国布林莫尔学院攻读美国近代历史。毕业后进入穆迪公司任债券分析师。2001年前往新泽西州蒙哥马利市定居。2003年当选蒙哥马利市议员，也是该市历史上首位亚裔市议员。2006年她再度当选市议员，并于2007年被市议会推举为蒙哥马利市市长，成为新泽西州首位亚裔女性市长。2009年卸任。后移居普林斯顿。